# Whitehorse (Dakota del Sur)
Whitehorse es un lugar designado por el censo (en inglés, census-designated place, CDP) ubicado en el condado de Dewey, Dakota del Sur, Estados Unidos. Según el censo de 2020, tiene una población de 106 habitantes.
Está enclavado en la Reserva India del Río Cheyenne (en inglés, Cheyenne River Indian Reservation), formada por indios sioux escindidos de la Great Sioux Reservation. 

## Geografía
La localidad está ubicada en las coordenadas 45°16′29″N 100°54′4″O / 45.27472, -100.90111. Según la Oficina del Censo de los Estados Unidos, Whitehorse tiene una superficie total de 7.1 km², correspondientes en su totalidad a tierra firme.

## Demografía
Según el censo de 2020, hay 106 personas residiendo en Whitehorse. La densidad de población es de 14.9 hab./km². El 93.40% de los habitantes son amerindios, el 2.83% son blancos, el 0.94% es asiático y el 2.83% son de una mezcla de razas. No hay hispanos o latinos viviendo en la localidad.